# Eduardo Alonso Álvarez
Eduardo Alonso Álvarez, más conocido como Edu Alonso, (Bilbao, Vizcaya, 30 de mayo de 1974) fue un futbolista español que jugaba de centrocampista en la banda derecha, pudiendo jugar también como lateral.

## Trayectoria
Edu Alonso era un talentoso jugador que se formó en la cantera del Athletic Club, llegando en la temporada 1992-1993 al Bilbao Athletic (2.ª División) siendo su debut la victoria 4-0 sobre la S. D. Eibar en la 4.ª jornada de liga. Jugó con Katxorros hasta la temporada del descenso a 2.ªB (1995-1996).
En la siguiente temporada fue cedido a la S. D. Eibar (2.ª División), aunque en el mes de noviembre fue repescado por el Athletic Club (1.ª División) para debutar de la mano de Luis Fernández en la victoria 2-4 sobre el R. Sporting de Gijón (17 de noviembre de 1996).
Al finalizar la campaña 1996-1997 fue fichado, junto a su compañero Sergio Corino, por la recién ascendida U.D. Salamanca (1.ª División). Durante dos temporadas, Edu Alonso fue un habitual en el once titular charro para los 6 entrenadores que se sentaron en el banquillo (Andoni Goikoetxea, Balta Sánchez, Txetxu Rojo, Miguel Ángel Russo, Josu Ortuondo y Carlos Diarte) acumulando 63 partidos y 4 goles.
Tras el descenso de la U.D. Salamanca, regresó a la disciplina del Athletic Club (1.ª División) donde fue utilizado por Luis Fernández como un jugador de rotación jugando 23 partidos, 10 de ellos como titular. Finalizada la campaña se produjo la salida tanto del técnico de Tarifa como de Edu Alonso.
Fichó como agente libre por la recién ascendida U. D. Las Palmas (1.ª División) coincidiendo con, su excompañero en el Bilbao Athletic, Koldo Sarasúa. En las dos temporadas que permaneció en la disciplina canaria Edu Alonso fue titular, tanto para Sergio Kresic como para Fernando Vázquez, acumulando 63 partidos.
En verano de 2002, con la carta de libertad bajo el brazo, firmó por el Deportivo Alavés (1.ª División), que acaba de clasificarse para disputar la Copa de la UEFA por segunda vez en su historia. La temporada 02/03 acabó con el descenso del equipo a 2.ª División, lo que obligó al club a renegociar su contrato consiguiendo Edu Alonso más años de contrato con el mismo salario pactado inicialmente. En la temporada 04-05 consiguió el ascenso a 1.ª División, que terminó siendo un paso fugaz al descender en el último minuto de la liga cuando Ferrán Corominas anotó el gol de la victoria del R.C.D. Español frente a la Real Sociedad de Fútbol, que condenaba a los albiazules. Permaneció en el club dos temporadas más en 2.ª División y, al inicio de la tercera, Edu Alonso fue apartado por el club como medida de presión para rescindir su contrato, cuyo sueldo era importante para un club en grave crisis económica como la vivida por el Deportivo Alavés en esos momentos, más con un jugador que sufría continuas lesiones. Finalmente, rescindió el contrato y colgó las botas.

### Trayectoria posterior
Edu Alonso es actualmente, junto a su excompañero Jon Pérez Bolo, representante de la marca deportiva italiana Erreà por el norte de España y posee una tienda de material deportivo denominada Kirol Avenue.

## Selección nacional
Nunca ha sido internacional por España, pero si ha disputado partidos amistosos internacionales con la Selección de fútbol del País Vasco, que no está reconocida por la FIFA.
Ha sido internacional con la selección española sub-21 en dos ocasiones.

## Clubes
| Club                 | País   | Año                    |
| -------------------- | ------ | ---------------------- |
| Bilbao Athletic      | España | 1992-1996              |
| S. D. Eibar (cedido) | España | 1996-1997 (1.ª vuelta) |
| Athletic Club        | España | 1996-1997 (2.ª vuelta) |
| U.D. Salamanca       | España | 1997-1999              |
| Athletic Club        | España | 1999-2000              |
| U. D. Las Palmas     | España | 2000-2002              |
| Deportivo Alavés     | España | 2002-2008              |